# Vallauris
Vallauris (Occitaans: Valàuria; Niçardisch: Valàuri) is een gemeente in het Franse departement Alpes-Maritimes (regio Provence-Alpes-Côte d'Azur). De gemeente telde 28.579 inwoners op 1 januari 2022. De plaats maakt deel uit van het arrondissement Grasse.

## Geschiedenis

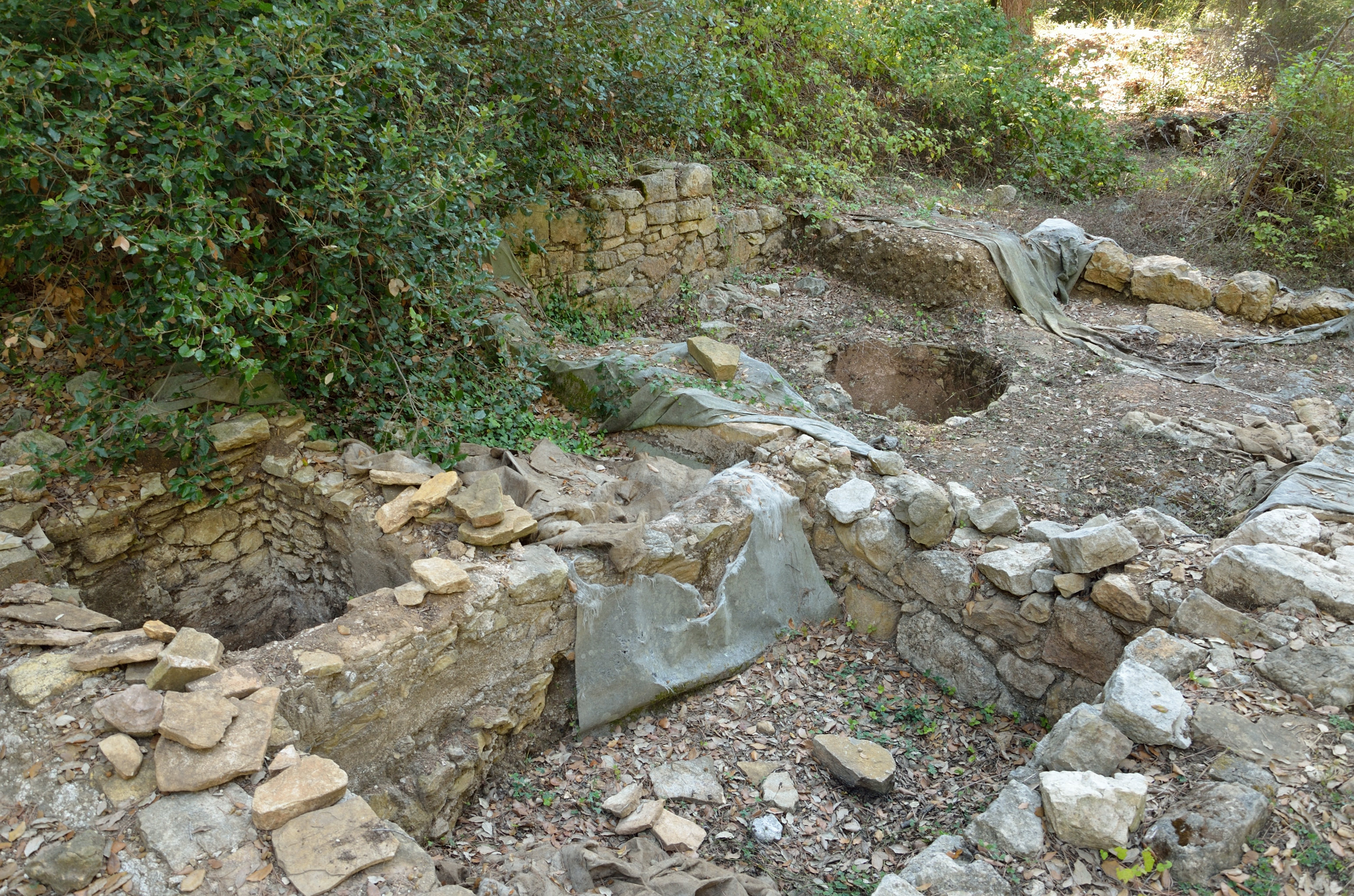
Oppidum des Encourdoules, archeologische site

Voor onze jaartelling lag er een oppidum op de heuvel Les Encourdoules (247 m). Deze versterkte plaats lag nabij de grotere Ligurische plaats Antipolis (Antibes). De Romeinse weg Via Julia Augusta liep door de gemeente en de nederzetting op de heuvel bleef bewoond tijdens de Romeinse tijd. Rond 400 verschoof de bebouwing van de heuvel naar een dal. Vanaf het einde van de 10e eeuw hing de plaats af van de bisschoppen van Antibes. Die schonken de plaats in 1038 aan de Abdij van Lérins. In 1227 werd een priorij gebouwd in Vallauris. In 1480 werd de plaats getroffen door een uitbraak van de pest, die het grootste deel van de bevolking doodde en alle economische activiteit lamlegde. De plaats werd in de volgende decennia opnieuw bevolkt met migranten uit de streek rond Genua. In die tijd ontstond de keramiekproductie, die in de volgende eeuwen nog aan belang zou winnen. In 1568 werd op de resten van de voormalige priorij een kasteel gebouwd.
In 1815 zette Napoleon voet aan wal in Golfe-Juan na zijn ballingschap op het eiland Elba. Golfe-Juan werd zo het beginpunt van de Route Napoléon. In 1862 opende het treinstation van Golfe-Juan. In de volgende decennia bloeide de industriële productie van keramiek voor kookgerei. Tegelijk bleef de landbouw belangrijk met de teelt van sinaasappels. In 1896 werd de haven uitgebouwd.
Aan de industriële productie van keramiek kwam een einde vanaf de jaren 1930 met de economische crisis en de introductie van nieuwe materialen in de keuken zoals aluminium. Vallauris en Golfe-Juan werd een exclusieve vakantiebestemming. Pablo Picasso vestigde zich er in 1948 en werd het jaar erop ereburger van de gemeente. In de gemeente kwam een nationaal en een gemeentelijk museum en ook een kunstgalerij van acteur Jean Marais. De zandstranden werden aan het einde van de 20e eeuw verder aangelegd.

## Geografie
De oppervlakte van Vallauris bedroeg op 1 januari 2022 13,04 vierkante kilometer; de bevolkingsdichtheid was toen 2.191,6 inwoners per km².
De gemeente ligt aan de Middellandse Zee tussen Cannes en Antibes.
Het oude centrum van Vallauris ligt in het binnenland terwijl Golfe-Juan aan zee ligt. In het noorden van de gemeente loopt de autosnelweg A8.
De onderstaande kaart toont de ligging van Vallauris met de belangrijkste infrastructuur en aangrenzende gemeenten.

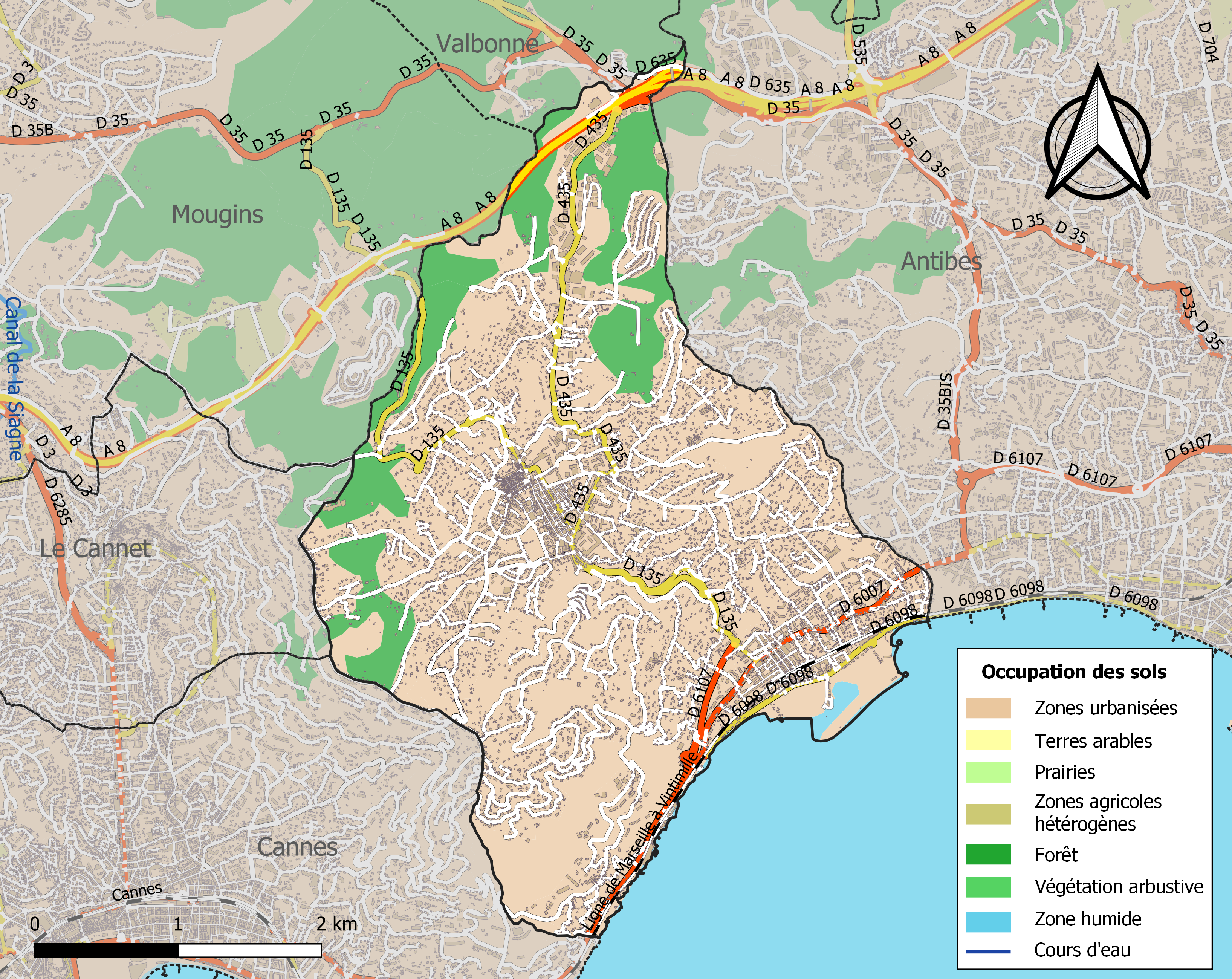

## Demografie
Onderstaande figuur toont het verloop van het inwonertal (bron: INSEE-tellingen).
Vanwege een beveiligingsprobleem met de MediaWiki Graph-software is het momenteel niet mogelijk deze grafiek weer te geven. Zodra de software is bijgewerkt zal de grafiek vanzelf weer zichtbaar worden.

## Bezienswaardigheden
- Musée Picasso de Vallauris

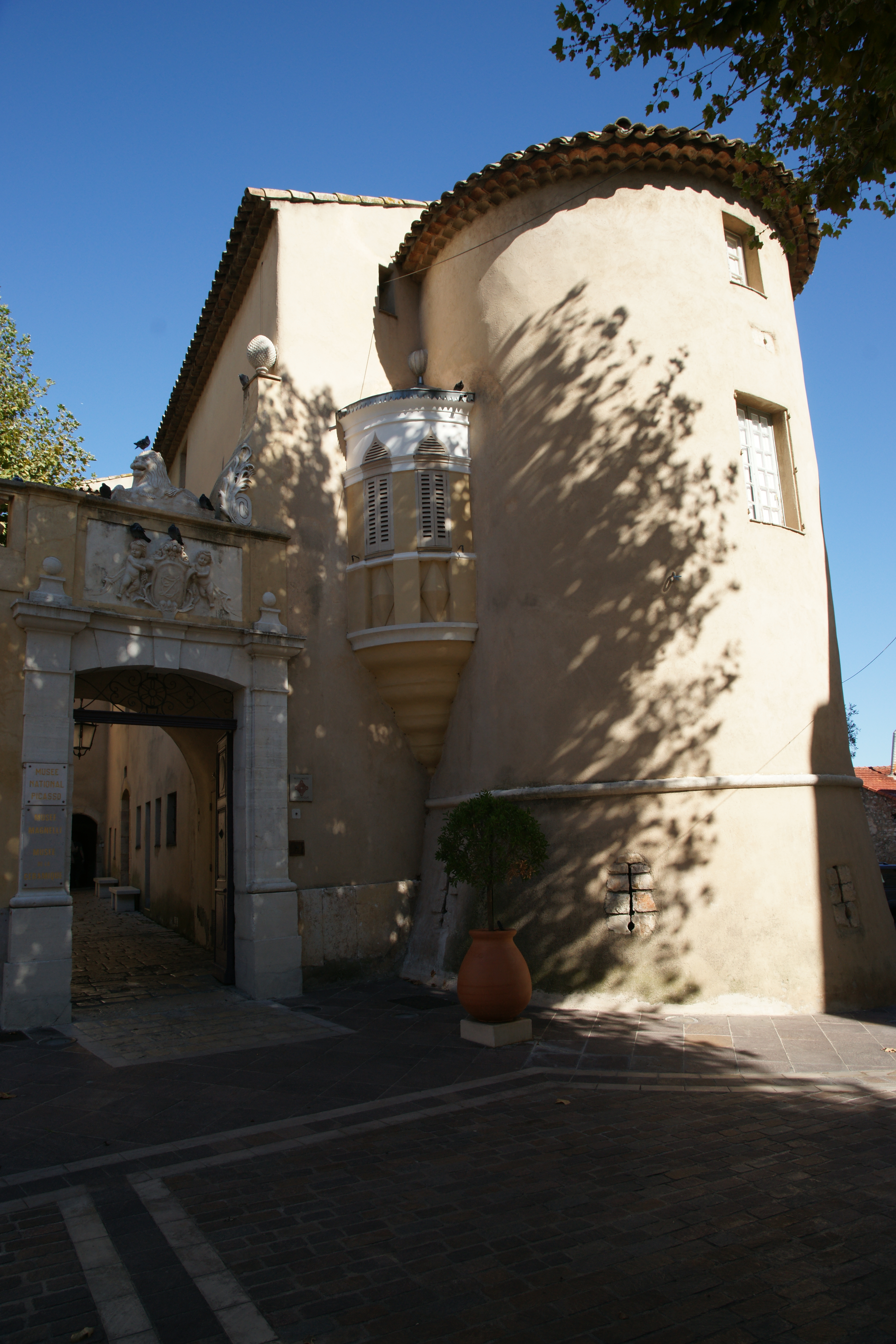
Musée Picasso de Vallauris

- Musée Magnelli, musée de la céramique

Beide musea zijn gevestigd in de 16e-eeuwse gebouwen van het kasteel van Vallauris.
Golfe-Juan heeft twee havens: de oude haven (Vieux Port) en de Port Camille Rayon.